# نبيل نجدي
نبيل نجدي نحات وفنان تشكيلي سعودي، ولد في الطائف عام 1954م (1373هـ). يعد من السعوديين الرواد في النحت وفن المجسمات، وصاحب أكبر مجسمات في ميادين المملكة العربية السعودية.

## التعليم
- درس النصف الأول من المرحلة الابتدائية في ينبع البحر، ثم أكمل تعليمه الابتدائي في الطائف، وعاد بعدها لمسقط رأسه المدينة المنورة وأكمل تعليمه العام.
- حصل على دبلوم التربية الفنية من معهد التربية الفنية في الرياض.[5]

## العمل
- عمل مدرساً ثم مشرفاً لمادة التربية الفنية في مدارس المدينة المنورة.
- ثم عمل في الهيئة الملكية في ينبع.

## أعماله ومشاركاته
- بدأ نبيل نجدي في العام 1399هـ بتقديم العديد من الأعمال الفنية المميزة على شكل مجسمات نحتية في ميادين المدينة المنورة، حيث صمم مجسم القلعة في ميدان العنبرية بالتعاون مع أمانة المدينة المنورة. ثم صمم 7 مجسمات فنية أخرى زينت ميادين المدينة المنورة منها: مجسم طلع البدر علينا الذي يقع بداية طريق الهجرة بقباء، ومجسم نون، والضيافة، ومنارات الحرم.
- له أكثر من 33 مجسماً في ينبع البحر وينبع الصناعية.[3]
- من منجزاته الميدانية (مجسم الزهور) أكبر باقة زهور في السعودية، و (مجسم سرب الأسماك)، و (مجسم الفراشات) في كورنيش جدة.[6]
- شارك في الكثير من المعارض والمهرجانات الفنية في السعودية وحول العالم، ووصلت مشاركاته الدولية إلى أكثر من 150 معرضاً فنياً.[1]
- مثّل السعودية في بينالي الشارقة الأول، وفي بينالي اللاذقية الثاني.
- مثل السعودية أيضاً في ملتقى الجنوب للفنانين العالميين بلبنان عام 2002م، وسمبوزيوم عالية 2002م.[3]
- صنع أكبر مجسم “ستانستيل” عام 1440هـ بارتفاع 4 أمتار، ضمن مسابقة مسك للفنون.[7]

## جوائز وألقاب
حصل على لقب «أفضل نحات عربي في العالم» لعام 2021.